# シラノ・ド・ベルジュラック (1990年の映画)
『シラノ・ド・ベルジュラック』（Cyrano de Bergerac）は1990年のフランスのロマンティック・コメディ映画。監督はジャン＝ポール・ラプノー、出演はジェラール・ドパルデューとアンヌ・ブロシェなど。17世紀のフランスに実在した剣豪作家シラノ・ド・ベルジュラックを描いた、エドモン・ロスタンの同名戯曲を映画化した作品である。
第43回カンヌ国際映画祭において主演のジェラール・ドパルデューが男優賞を受賞した他、第16回セザール賞において作品賞、監督賞（ジャン＝ポール・ラプノー）、主演男優賞（ジェラール・ドパルデュー）、助演男優賞（ジャック・ウェベール）など10部門で受賞を果たすなど、様々な賞を受賞した。

## キャスト

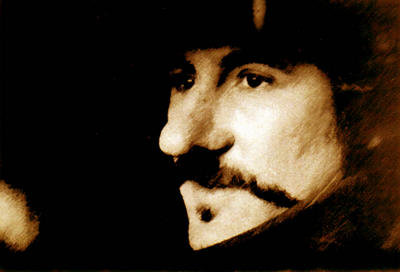
シラノ・ド・ベルジュラックとしてのジェラール・ドパルデュー

※括弧内は日本語吹替（IVC発売のHDマスター版ブルーレイにのみ収録）
- シラノ・ド・ベルジュラック: ジェラール・ドパルデュー（菅生隆之）
- マドレーヌ・ロバン（ロクサーヌ）: アンヌ・ブロシェ（増岡裕子） - シラノの従妹。
- クリスチャン・ド・ヌーヴィエット: ヴァンサン・ペレーズ（森宮隆）
- アントワーヌ・ド・ギーシュ伯爵: ジャック・ウェベール（フランス語版）（佐々木勝彦）
- ラグノー: ロラン・ベルタン（フランス語版）（後藤哲夫） - パティシエ。
- ル・ブレ: フィリップ・モリエ＝ジュヌー（フランス語版）（斎藤志郎） - シラノの親友。
- カルボン・ド・カステル＝ジャルー: ピエール・マグロン（フランス語版）（真田五郎） - ガスコン青年隊の隊長。
- 老女: ジョジアーヌ・ストルリュ（フランス語版）（宮沢きよこ）
- ヴィコント・ド・ヴァルヴェール子爵: フィリップ・ヴォルテール（フランス語版）（三上哲） - ギーシュ伯爵の手下。
- モンフルーリー: ガブリエル・モネ（フランス語版）（楠見尚己）

## 作品の評価

### 映画批評家によるレビュー
Rotten Tomatoesによれば、29件の評論の全てが高く評価しており、平均して10点満点中7.85点を得ている。
Metacriticによれば、19件の評論のうち、高評価は17件、賛否混在は2件、低評価はなく、平均して100点満点中79点を得ている。

### 受賞歴
| 映画祭・賞                 | 部門           | 候補                                                            | 結果       |
| -------------------------- | -------------- | --------------------------------------------------------------- | ---------- |
| 第63回アカデミー賞         | 主演男優賞     | ジェラール・ドパルデュー                                        | ノミネート |
| 第63回アカデミー賞         | 美術賞         | エジオ・フリジェリオ ジャック・ルークセル                       | ノミネート |
| 第63回アカデミー賞         | 衣裳デザイン賞 | フランカ・スカルシャピノ                                        | 受賞       |
| 第63回アカデミー賞         | メイクアップ賞 | ジャン＝ピエール・エイシェンヌ ミシェル・バーク                 | ノミネート |
| 第63回アカデミー賞         | 外国語映画賞   |                                                                 | ノミネート |
| 第43回カンヌ国際映画祭     | 男優賞         | ジェラール・ドパルデュー                                        | 受賞       |
| 第16回セザール賞           | 作品賞         |                                                                 | 受賞       |
| 第16回セザール賞           | 主演男優賞     | ジェラール・ドパルデュー                                        | 受賞       |
| 第16回セザール賞           | 主演女優賞     | アンヌ・ブロシェ                                                | ノミネート |
| 第16回セザール賞           | 助演男優賞     | ジャック・ウェベール                                            | 受賞       |
| 第16回セザール賞           | 監督賞         | ジャン＝ポール・ラプノー                                        | 受賞       |
| 第16回セザール賞           | 脚本賞         | ジャン＝クロード・カリエール ジャン＝ポール・ラプノー           | ノミネート |
| 第16回セザール賞           | 撮影賞         | ピエール・ロム                                                  | 受賞       |
| 第16回セザール賞           | 衣裳デザイン賞 | フランカ・スカルシャピノ                                        | 受賞       |
| 第16回セザール賞           | 音響賞         | ピエール・ガメ ドミニク・エヌカン                               | 受賞       |
| 第16回セザール賞           | 編集賞         | ノエル・ボワソン                                                | 受賞       |
| 第16回セザール賞           | 音楽賞         | ジャン＝クロード・プティ                                        | 受賞       |
| 第16回セザール賞           | 美術デザイン賞 | エジオ・フリジェリオ                                            | 受賞       |
| 第16回セザール賞           | 新人賞         | ヴァンサン・ペレーズ                                            | ノミネート |
| 第3回ヨーロッパ映画賞      | 作品賞         |                                                                 | ノミネート |
| 第3回ヨーロッパ映画賞      | 男優賞         | ジェラール・ドパルデュー                                        | ノミネート |
| 第3回ヨーロッパ映画賞      | 女優賞         | アンヌ・ブロシェ                                                | ノミネート |
| 第3回ヨーロッパ映画賞      | 撮影監督賞     | ピエール・ロム                                                  | ノミネート |
| 第3回ヨーロッパ映画賞      | 作曲賞         | ジャン＝クロード・プティ                                        | ノミネート |
| 第3回ヨーロッパ映画賞      | 美術デザイン賞 | エジオ・フリジェリオ（セット） フランカ・スカルシャピノ（衣裳） | 受賞       |
| 第48回ゴールデングローブ賞 | 外国語映画賞   |                                                                 | 受賞       |
| 第45回英国アカデミー賞     | 主演男優賞     | ジェラール・ドパルデュー                                        | ノミネート |
| 第45回英国アカデミー賞     | 撮影賞         | ピエール・ロム                                                  | 受賞       |
| 第45回英国アカデミー賞     | 衣装デザイン賞 | フランカ・スカルシャピノ                                        | 受賞       |
| 第45回英国アカデミー賞     | 外国語映画賞   |                                                                 | ノミネート |
| 第45回英国アカデミー賞     | メイクアップ賞 | ジャン＝ピエール・エイシェンヌ ミシェル・バーク                 | 受賞       |
| 第45回英国アカデミー賞     | 作曲賞         | ジャン＝クロード・プティ                                        | 受賞       |
| 第45回英国アカデミー賞     | 美術デザイン賞 | エジオ・フリジェリオ                                            | ノミネート |
| 第45回英国アカデミー賞     | 脚色賞         | ジャン＝クロード・カリエール ジャン＝ポール・ラプノー           | ノミネート |